# Linas & Simona

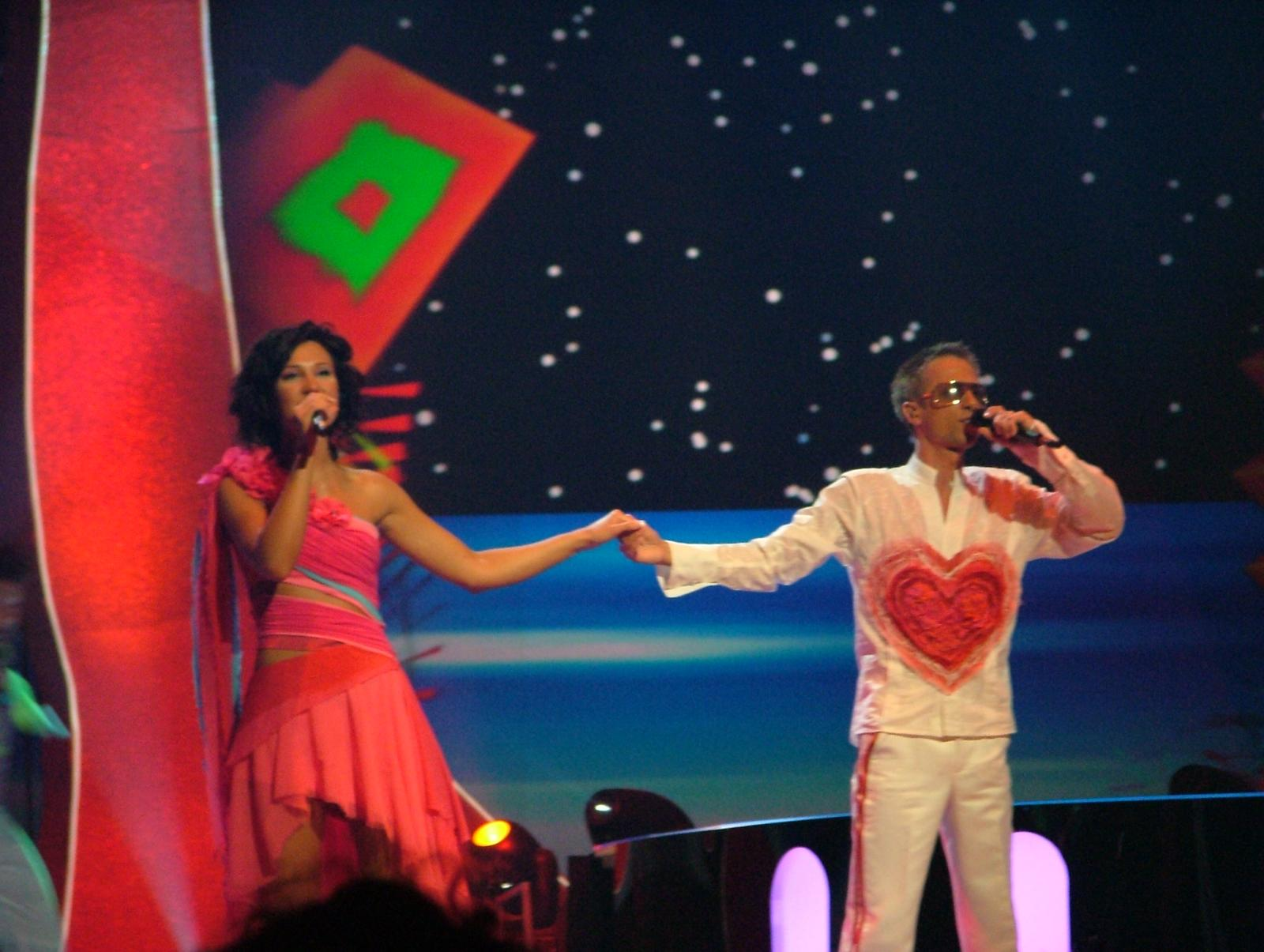
Linas & Simona (2004)

Linas & Simona ist ein populäres Pop-Duo aus Litauen. Die beiden vertraten Litauen beim Eurovision Song Contest 2004 in Istanbul.

## Mitglieder
Linas Adomaitis (* 10. März 1976), der in Litauen als Adoms bekannt ist, entstammt einer musikalischen Familie. Sein Vater schickte ihn früh auf eine renommierte Musikschule und später studierte er Geige an der litauischen Music Academy. 2000 startete er eine Solokarriere und veröffentlichte 2001 unter dem Namen Adoms sein erstes Album Q-Ba-Ba, auf dem auch Lieder mit Simona zu hören sind.
Simona Jakubėnatė (* 1984) nahm an über 15 großen Musikfestivals teil, bevor sie 2002 am Fizz Contest, einer Art Deutschland sucht den Superstar, teilnahm. Sie gewann diesen Wettbewerb nicht, traf aber Linas und begann, mit ihm zusammen Musik zu machen.

## Eurovision Song Contest
Im Jahr 2004 nahmen Linas & Simona mit dem Lied What’s Happened to Your Love? am litauischen Vorentscheid zum Eurovision Song Contest 2004 teil. Dort kam es zum Skandal: Die von den Fans favorisierte Band Amberlife kam nur auf den dritten Platz des Vorentscheids. Es kamen Gerüchte auf, dass die Wahl manipuliert wurde. Der Fernsehsender bestätigte jedoch Linas & Simona als Sieger des Vorentscheids, sodass die beiden als Vertreter Litauens nach Istanbul fahren durften.
In Istanbul mussten sie im Semifinale starten, da Aivaras Stepukonis beim Eurovision Song Contest 2002 in Tallinn nur einen 23. Platz erreicht hatte. Deswegen musste Litauen 2003 eine Zwangspause einlegen. Beim Semifinale erreichten sie mit What’s Happened to Your Love? nur den 16. Platz und konnten sich damit nicht für das Finale qualifizierten. Linas & Simona nahmen im Anschluss mit der ukrainischen Siegerin des Wettbewerbs, Ruslana, die Single Fight for Love and Freedom auf, die auf dem 2005 veröffentlichten Album I Love U erschien.